# العلاقات السنغالية الكيريباتية
العلاقات السنغالية الكيريباتية هي العلاقات الثنائية التي تجمع بين السنغال وكيريباتي.

## مقارنة بين البلدين
هذه مقارنة عامة ومرجعية للدولتين:
| وجه المقارنة                                              | السنغال                                              | كيريباتي                        |
| --------------------------------------------------------- | ---------------------------------------------------- | ------------------------------- |
| المساحة (كم2)                                             | 196.72 ألف                                           | 811                             |
| عدد السكان (نسمة)                                         | 15.85 مليون                                          | 116.40 ألف                      |
| الكثافة السكانية (ن./كم²)                                 | 80.57                                                | 14.35 ألف                       |
| العاصمة                                                   | داكار                                                | جنوب تاراوا                     |
| اللغة الرسمية                                             | لغة فرنسية، اللغة الولوفية، باديارا ‏، اللغة البلنتية | لغة إنجليزية، اللغة الكيريباتية |
| العملة                                                    | فرنك غرب أفريقي                                      | دولار كريباتي، دولار أسترالي    |
| الناتج المحلي الإجمالي (بليون دولار)                      | 16.37 مليار                                          | 196.15 مليون                    |
| الناتج المحلي الإجمالي (تعادل القوة الشرائية) بليون دولار | 36.62 مليار                                          | 224.26 مليون                    |
| الناتج المحلي الإجمالي الاسمي للفرد دولار أمريكي          | 899                                                  | 1.42 ألف                        |
| الناتج المحلي الإجمالي للفرد دولار أمريكي                 | 2.33 ألف                                             | 1.81 ألف                        |
| مؤشر التنمية البشرية                                      | 0.466                                                | 0.590                           |
| رمز المكالمات الدولي                                      | +221                                                 | +686                            |
| رمز الإنترنت                                              | .sn                                                  | .ki                             |
| المنطقة الزمنية                                           | 00                                                   |                                 |

## منظمات دولية مشتركة
يشترك البلدان في عضوية مجموعة من المنظمات الدولية، منها:
| علم المنظمة | اسم المنظمة                                 | تاريخ انضمام السنغال | تاريخ انضمام كيريباتي |
| ----------- | ------------------------------------------- | -------------------- | --------------------- |
|             | البنك الدولي للإنشاء والتعمير               | 31 أغسطس 1962        | 29 سبتمبر 1986        |
|             | منظمة حظر الأسلحة الكيميائية                | ?                    | ?                     |
|             | الأمم المتحدة                               | 28 سبتمبر 1960       | 14 سبتمبر 1999        |
|             | مؤسسة التنمية الدولية                       | 31 أغسطس 1962        | 2 أكتوبر 1986         |
|             | يونسكو                                      | 10 نوفمبر 1960       | 24 أكتوبر 1989        |
|             | الاتحاد البريدي العالمي                     | ?                    | ?                     |
|             | مؤسسة التمويل الدولية                       | 31 أغسطس 1962        | 2 أكتوبر 1986         |
|             | مجموعة دول أفريقيا والكاريبي والمحيط الهادئ | ?                    | ?                     |
|             | الاتحاد الدولي للاتصالات                    | 15 نوفمبر 1960       | 3 نوفمبر 1986         |

## وصلات خارجية
- موقع وزارة الخارجية السنغالية